# Алишера Навои (станция метро)
«Алишера Навои» (узб. Alisher Navoiy) — станция Ташкентского метрополитена.
Открыта 8 декабря 1984 года в составе первого участка Узбекистанской линии «Алишера Навои» — «Ташкент».
Расположена между станциями «Гафура Гуляма» и «Узбекистанская».

## История
Названа по проспекту Навои, под которым она расположена. В свою очередь проспект назван в честь поэта Алишера Навои.

## Характеристика
Станция колонная, трехпролётная, мелкого заложения с двумя подземными вестибюлями, в южном вестибюле переход на станцию «Пахтакор» Чиланзарской линии.

## Оформление
Интерьер станции «Алишера Навои» украшен орнаментом работы художников Р. Мухамаджонова и А. Рахимова.
На стенах зала установлены панно, выполненные художниками Ч. Ахмаровым, И. Каюмовым по сюжету «Хамсы» поэта Алишера Навои.

## Галерея

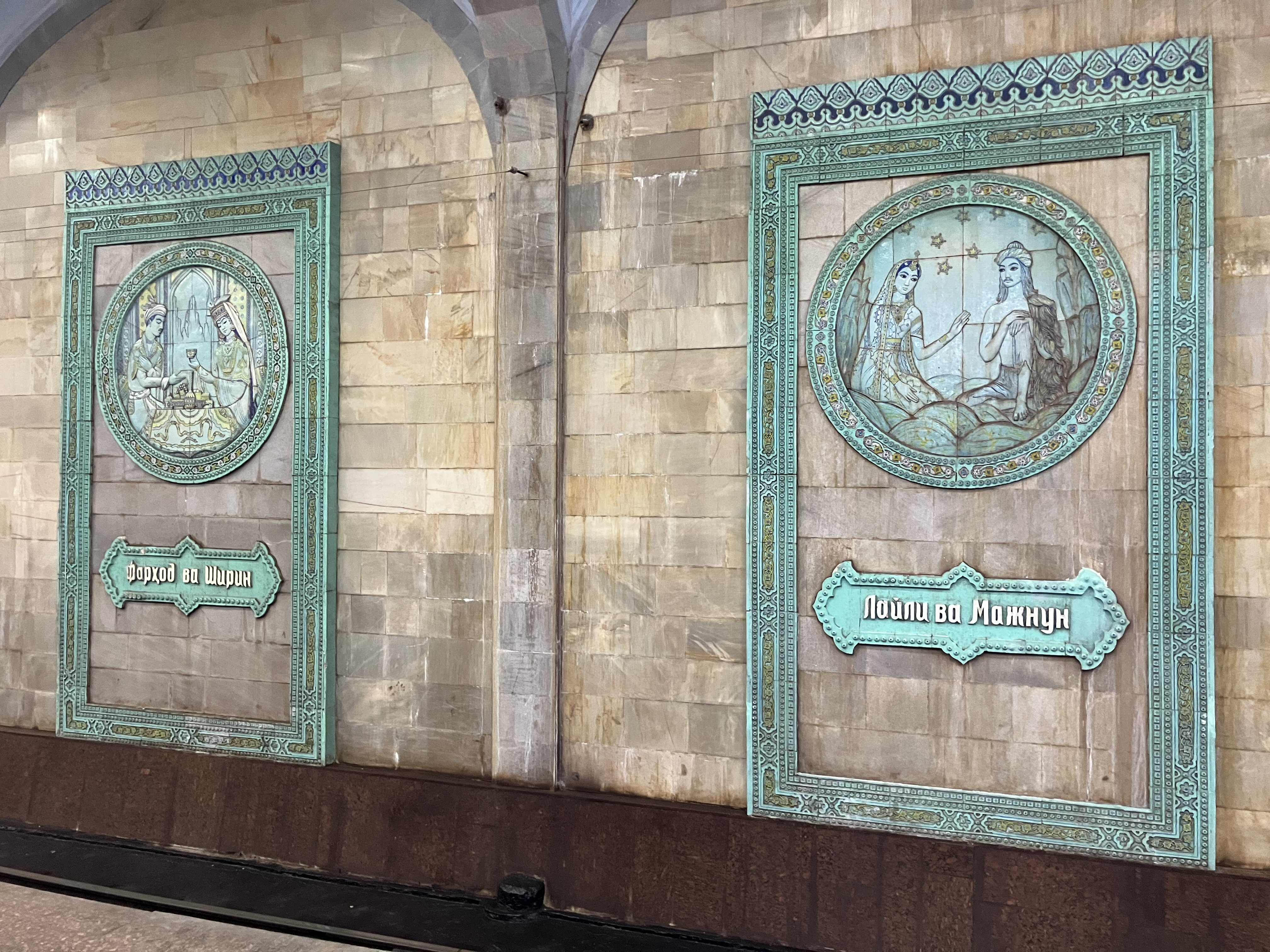
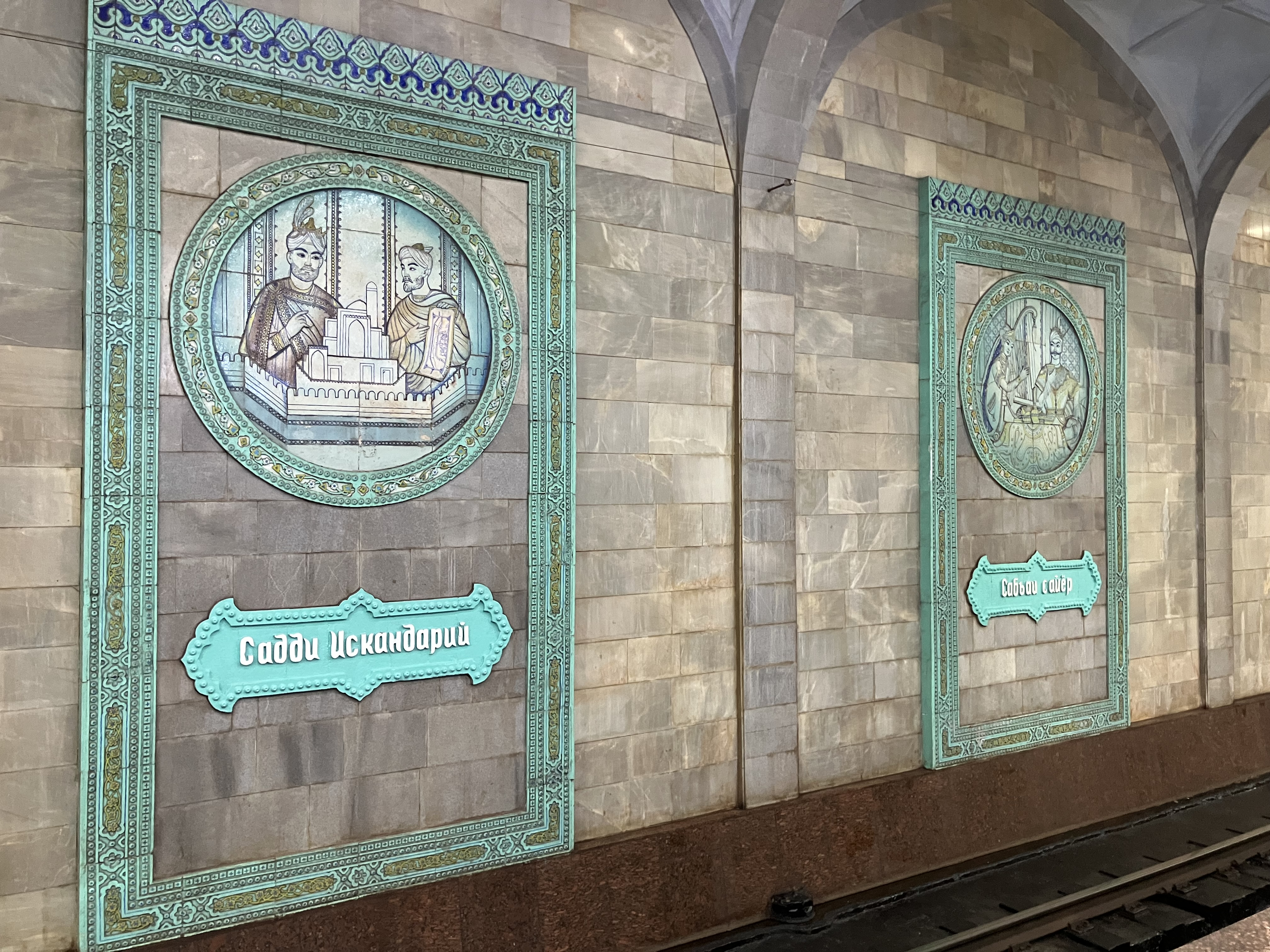